# Absence of Malice
Absence of Malice (br: Ausência de Malícia; pt: A Calúnia) é um filme estadunidense de 1981, do gênero drama, dirigido por Sydney Pollack.
O filme teve um orçamento estimado de 12 milhões de dólares.

## Sinopse
Um certo dia, Michael Colin Gallagher acorda e vê na capa dos jornais que está sendo investigado. Ele procura Megan Carter, a autora da matéria, e ambos descobrem que fizeram parte de um plano da imprensa para destruir a vida de Gallagher.

## Elenco
- Paul Newman.... Michael Colin Gallagher
- Sally Field.... Megan Carter
- Bob Balaban.... Elliott Rosen
- Melinda Dillon.... Teresa Perrone
- Luther Adler.... tio Santos Malderone
- Barry Primus.... Bob Waddell
- Josef Sommer.... McAdam
- John Harkins.... Davidek
- Don Hood
- Wilford Brimley
- Arnie Ross
- Anna Marie Napoles
- Shelley Spurlock
- Shawn McAllister
- Joe Petrullo

## Principais prêmios e indicações
Oscar 1982 (EUA)
- Indicado na categoria de melhor ator (Paul Newman), melhor atriz coadjuvante (Melinda Dillon) e melhor roteiro original (Kurt Luedtke).

Festival de Berlim 1982 (Alemanha)
- Recebeu Menção Especial e o prêmio dos leitores do jornal Berliner Morgenpost.
- Concorreu ao Urso de Ouro

Globo de Ouro 1982 (EUA)
- Indicado nas categorias de melhor atriz de cinema - drama (Sally Field) e melhor roteiro.